# Moyna MacGill
Moyna MacGill (bürgerlich Charlotte Lillian McIldowie * 10. Dezember 1895 in Belfast; † 25. November 1975 in Los Angeles) war eine irische Schauspielerin und Mutter der Schauspielerin Angela Lansbury. MacGills Karriere hatte ihren Höhepunkt zur Stummfilmzeit.
Die Irish Times listete sie als eine der einflussreichsten Schauspieler aus Irland.

## Privatleben
Charlotte Lillian McIldowie war die Tochter eines Rechtsanwaltes, der auch als Direktor der Belfaster Oper fungierte. MacGill war insgesamt zweimal verheiratet. Zuerst 1919 mit dem Autor Reginald Denham. Die Ehe hielt bis 1924 und daraus entstammte eine Tochter, Isolde (* 1919; † 1987), die erste Ehefrau von Sir Peter Ustinov. 1924 heiratete sie den Holzhändler Edgar Lansbury. Mit ihm hatte sie drei Kinder, Angela (* 1925 † 2022) und die Zwillinge Bruce (* 1930 † 2017) und Edgar Lansbury jr. (* 1930; † 2024). Edgar Lansbury starb 1934 im Kreise seiner Familie. Moyna Macgill verstarb 1975 wenige Tage vor ihrem 80. Geburtstag an Lungenkrebs. Ihre Asche wurde auf dem Ärmelkanal verstreut.

## Karriere als Schauspielerin
MacGill debütierte 1918 am Londoner West End. Ihr Manager Gerald du Maurier empfahl ihr, sich den Künstlernamen Moyna MacGill zuzulegen.
Nach vielen Jahren am Theater wanderte sie, nach dem frühen Tod ihres zweiten Mannes, mit ihren Kindern in die Vereinigten Staaten von Amerika aus. Von dort begann auch ihre Karriere im Film. Ihre Rollen beschränkten sich meistens auf Nebenrollen. Sie war u. a. neben Stars wie Joan Fontaine, Margaret Hamilton und Guy Madison zu sehen. In dem Film Das Bildnis des Dorian Gray spielte sie 1945 zusammen mit ihrer Tochter. Für den späteren Film-, Fernseh- und Musicalstar bedeutete das den großen Durchbruch und die zweite Oscarnominierung. Ab den 1950er Jahren war sie vor allem in einmaligen Auftritten in verschiedenen Fernsehserien zu sehen.
Zuletzt war MacGill in den Film My fair Lady zu sehen, bevor sie sich zur Ruhe setzte.

## Filmografie (Auswahl)
- 1920: Garryowen
- 1920: Nothing Else Matters
- 1923: Should a Doctor Tell?
- 1924: Miriam Rozella
- 1938: Der Roman eines Blumenmädchens (Pygmalion)
- 1943: Auf ewig und drei Tage (Forever and a Day)
- 1943: Die Waise von Lowood (Jane Eyre)
- 1943: Der unheimliche Gast (The Uninvited)
- 1944: Der Pirat und die Dame (Frenchman’s Creek)
- 1944: Kleines Mädchen, großes Herz (National Velvet)
- 1944: Der unheimliche Gast (The Uninvited)
- 1944: Winged Victory
- 1945: Onkel Harrys seltsame Affäre (The Strange Affair of Uncle Harry)
- 1945: Das Bildnis des Dorian Gray (The Picture of Dorian Gray)
- 1945: Urlaub für die Liebe (The Clock)
- 1945: The Sailor Takes a Wife
- 1946: Black Beauty
- 1947: Taifun
- 1948: Drei kleine Biester (Three Daring Daughters)
- 1948: Texas, Brooklyn and Heaven
- 1949: Private Angelo
- 1951: Kind Lady
- 1951: Die Braut des Gorilla (Bride of the Gorilla)
- 1952: Kleine Spiele aus Übersee (Fireside Theatre, Fernsehserie, 1 Folge)
- 1952: Chevron Theatre (Fernsehserie, 1 Folge)
- 1952: Die Legion der Verdammten (Les Miserables)
- 1952: The Schaefer Century Theatre (Fernsehserie, 1 Folge)
- 1954: The Pepsi–Cola Playhouse (Fernsehserie, 1 Folge)
- 1956: Studio One (Fernsehserie, 1 Folge)
- 1960: Adventures in Paradise (Fernsehserie, 1 Folge)
- 1962: Twilight Zone – Unwahrscheinliche Geschichten[2] (The Twilight Zone, Fernsehserie, 1 Folge)
- 1963: Assistenzarzt Dr. Kildare (Dr. Kildare, Fernsehserie, 1 Folge)
- 1963: Mister Ed (Fernsehserie, 2 Folgen)
- 1964: Mein Onkel vom Mars (My Favorite Martian, Fernsehserie, 1 Folge)
- 1964: Goldgräber-Molly (The Unsinkable Molly Brown)
- 1964: My Fair Lady

## Wissenswertes
In der Serie Mord ist ihr Hobby gab es eine Figur der West-End-Darstellerin Emma McGill, die von Angela Lansbury gespielt wurde. Zum ersten Mal trat diese Figur zum 40-jährigen Jubiläum des Leinwanddebüts von Angela Lansbury auf.